# Varkenachtigen
De varkenachtigen (Suina of Suiformes) zijn een onderorde uit de orde der evenhoevigen (Artiodactyla). Deze onderorde omvat de varkens, pekari's en hun uitgestorven verwanten.

## Indeling
- Suborde Suina (Suiformes)
  - †Familie Anthracotheriidae
  - †Familie Entelodontidae
  - Familie Suidae (Varkens)
  - Familie Tayassuidae (Pekari's)